# Cor van Dijk

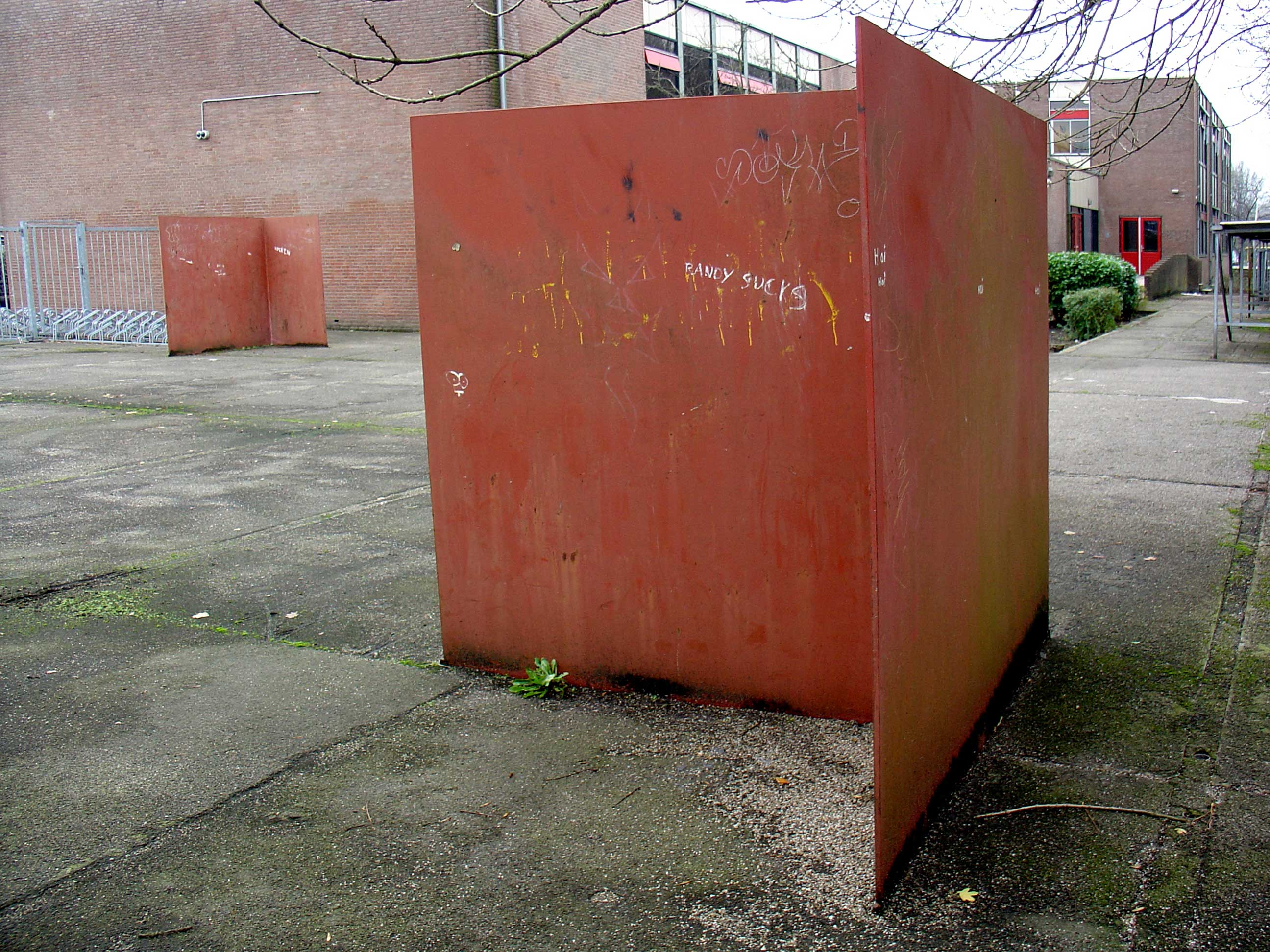
Zonder titel (1981), fragment van een vierdelig kunstwerk, Gouda

Cornelis (Cor) van Dijk (Pernis, 26 oktober 1952) is een Nederlandse beeldhouwer.

## Leven en werk
Van Dijk volgde de opleiding aan de Academie voor Beeldende Kunsten te Rotterdam. De metalen sculpturen van de in Acquoy gevestigde Van Dijk zijn gebaseerd op geometrische figuren. Wiskundige principes en reeksen vormen de basis van zijn werk. Voor een schoolplein in Gouda maakte hij vier metalen T-vormige objecten van metalen platen, die op verschillende manieren zijn neergezet en op die manier "met minimale middelen, toch een boeiend spel vormen."
In 2004 werd het werk van Van Dijk bekroond met de Jacob Hartogprijs, volgens de jury omdat "zijn beelden ontroerend, teder en poëtisch kunnen zijn."

## Werk (selectie)
- Zonder titel (1981), Gouda
- Zonder titel Poortugaal